# ツアー・オブ・北京
ツアー・オブ・北京（中: 环北京职业公路自行车赛〈略称: 环北京、环京赛〉、英: Tour of Beijing、仏: Tour de Pékin）は、2011年から2014年まで開催された自転車競技、ロードレースにおけるステージレース。UCIワールドツアー対象レースであった。ツール・ド・北京ともいう。

## 概要
アモリ・スポル・オルガニザシオン(ASO)が後援し、レース運営にあたる。
天安門広場、北京国家体育場、頤和園、万里の長城、十三陵ダムといった、北京市の名所をくまなく通過するコース設定となっている。

## 歴代優勝者
| 年   | 選手名                     | 国籍     |
| ---- | -------------------------- | -------- |
| 2011 | トニー・マルティン         | ドイツ   |
| 2012 | トニー・マルティン         | ドイツ   |
| 2013 | ベニャト・インチャウスティ | スペイン |
| 2014 | フィリップ・ジルベール     | ベルギー |